# Lee Won-hee
Lee Won-hee (* 19. Juli 1981) ist ein ehemaliger südkoreanischer Judoka. Er war 2003 Weltmeister und 2004 Olympiasieger im Leichtgewicht.
Der 1,72 m große Lee Won-hee kämpfte bis 2002 im Halbleichtgewicht und stieg 2003 ins Leichtgewicht auf. Bei der Universiade 2003 in Jeju siegte er im Finale gegen den Japaner Masahiro Takamatsu. Zwei Wochen nach der Universiade fanden in Osaka die Judo-Weltmeisterschaften 2003 statt. Im Achtelfinale bezwang Lee den Weißrussen Anatol Larukou, danach besiegte er im Viertelfinale den Japaner Yūsuke Kanamaru und im Halbfinale Victor Bivol aus der Republik Moldau. Durch den Finalsieg über den Franzosen Daniel Fernandes sicherte sich Lee Won-hee den Titel. Anderthalb Monate nach den Weltmeisterschaften wurden in Jeju die Asienmeisterschaften ausgetragen, Lee gewann den Titel durch einen Finalsieg über Yūsuke Kanamaru. Bei den ebenfalls in Jeju ausgetragenen Korea Open unterlag Lee im Dezember Jimmy Pedro aus den Vereinigten Staaten.
Anfang 2004 gewann Lee Won-Hee den Super-World-Cup in Moskau. Bei den Olympischen Spielen in Athen besiegte er im Auftaktkampf den Weißrussen Anatol Larukou nach fünf Minuten Kampfzeit. Dies sollte der einzige Kampf des Südkoreaners in Athen bleiben, den er nicht vorzeitig gewann. Es folgten Ippon-Siege über Jimmy Pedro, den Ukrainer Hennadij Bilodid und den Moldauer Victor Bivol. Das Finale gegen den Russen Witali  Makarow beendete Lee Won-hee neun Sekunden vor dem regulären Ende, er lag allerdings zu diesem Zeitpunkt bereits deutlich in Führung.
2006 gewann Lee Won-hee mit dem südkoreanischen Männerteam Bronze bei den Mannschaftsweltmeisterschaften. Bei den Asienspielen 2006 in Doha besiegte er im Finale den Japaner Masahiro Takamatsu. Lee Won-hee wurde nach seiner Karriere Judotrainer und übernahm später die südkoreanische Frauen-Nationalmannschaft.